# Lovesick Ellie
Lovesick Ellie (jap. 恋わずらいのエリー Koi Wazurai no Ellie) ist eine Mangaserie von Fujimomo, die seit 2015 in Japan erscheint. Das Werk ist in die Genres Shōjo und Romantik einzuordnen und wurde in mehrere Sprachen übersetzt.

## Inhalt
In ihrer Klasse ist Eriko Ichimura eine stille Schülerin, nur heimlich schwärmt sie für ihren Mitschüler Akira Omi – wie auch viele andere Mädchen in ihrer Oberschule. Doch ihre Gefühle und Tagträumereien über Omi behält sie nicht für sich, sondern verbreitet sie unter dem Pseudonym „Lovesick Ellie“ online. Als Ichimura eines Tages Omi heimlich belauscht, erfährt sie, dass er nicht so nett ist wie alle denken, sondern sich sehr ruppig und unverschämt verhält. Und dann findet er auch noch ihr verloren gegangenes Handy und darauf ihr Profil, in dem sie über ihn schreibt. Zunächst scherzt Omi nur darüber und lässt Ichimura ansonsten in Frieden. Doch laufen sie sich seither häufiger über den Weg und er scheint ernstes Interesse an ihr zu haben. Obwohl sie ihn von einer anderen Seite kennengelernt hat, fühlt sich Ichimura noch mehr zu ihm hingezogen. Doch die Mitschülerin Yuririn ist nicht so zögerlich wie Ichimura und wird mit ihren mutigeren Annäherungsversuchen an Omi ihre Rivalin.

## Veröffentlichung
Die Serie erschien von Juli 2015 bis Mai 2020 im Magazin Dessert des Verlags Kodansha. Dieser brachte die Kapitel gesammelt in 12 Bänden heraus. Diese verkauften sich etwa 30.000 Mal in den ersten Wochen nach Veröffentlichung.
Eine deutsche Fassung des Mangas wurde von Juli 2020 bis Mai 2022 bei Tokyopop veröffentlicht. Auf Englisch wird die Serie von Kodanshas Ableger in den USA veröffentlicht, eine französische Fassung erscheint bei Kana.